# 訓政時期立法院第一屆立法委員名單
訓政時期立法院第一屆立法委員，指1928年11月至1930年12月任職的中華民國訓政時期第一屆立法院立法委員。

## 背景
1928年10月8日公佈的《中華民國國民政府組織法》明文規定，“立法院為國民政府最高立法機關”有議決法律案、預算案、大赦案、宣戰案、條約案及其它重要國際事項之職權。立法院設院長、副院長各一人，須由國民政府委員任之。立法委員49至99人，“由院長提請國民政府任命之”，每屆任期兩年，並不得兼任中央及地方各機關之事務官。
中國國民黨中央政治會議還曾專門制定了立法委員的標準：“首重其人在黨內之歷史，以曾為國民黨效忠，在革命過程中未嘗有違背黨義言論行動，而對法律、政治、經濟有相當之學識經驗者”。 可見，立法院成員的產生具有一定標準與程序，較為嚴格。而在標準方面既特別注重政治表現，以保證國民黨對立法院的控制，又注重專業知識，以滿足制定各種新法律的要求。
國民黨中央常務委員會議決胡漢民為立法院長，隨後，又任命林森為立法院副院長。1928年10月20日，公佈了《立法院組織法》規定立法院會議以院長為主席，下設法制、外交、財政、經濟四個委員會（後又增設軍事委員會），各委員會委員長由院長指定；立法院內設秘書、統計、編譯三個處。
1928年11月7日，國民政府任命了第一屆立法委員49名。
第一、二屆立法委員規定是49至99人，但實際數均僅達到最低限的49名，寧可有一半的空額，也不輕易將此職作為酬庸，培植私人勢力。政學系的楊永泰曾想謀出任委員，被胡漢民斷然拒絕：“楊某曾反對孫總理及陷害同志，吾焉能用之？”

## 名單
總額49人，共53人次，名单如下：
- 院長：胡漢民（1928年12月5日任）
- 副院長：林森（1928年12月5日任）
- 委員：王用賓、王葆真、王世、方覺慧、田桐（1930年7月7日免）、史尚寬、朱和中、吳鐵城、吳尚鷹、呂志伊、宋美齡、邵元沖、周震麟、周覽（1930年10月29日辭免）、林彬、馬寅初、恩克巴圖、孫鏡亞、 莊崧甫、陳肇英、陳長蘅、陶玄、黃昌穀、黃居素、郭泰祺（1930年5月9日免，另有任用）、曹受坤（1929年9月10日辭免）、張鳳九、張志韓、傅秉常、焦易堂、曾傑、趙士北、樓桐蓀、鄧召蔭、劉盥訓、劉克儁、劉景新、劉積學、鄭毓秀、鄭愾辰、蔡瑄  、衛挺生、盧仲琳、盧奕農、繆斌、戴修駿、魏懷、羅鼎、鈕永建、馬超俊（1929年9月10日補）、彭養光（1930年5月9日補）、周緯（1930年8月23日補）、馮兆異（1930年10月29日補）。